# Ansitz Ansiedl

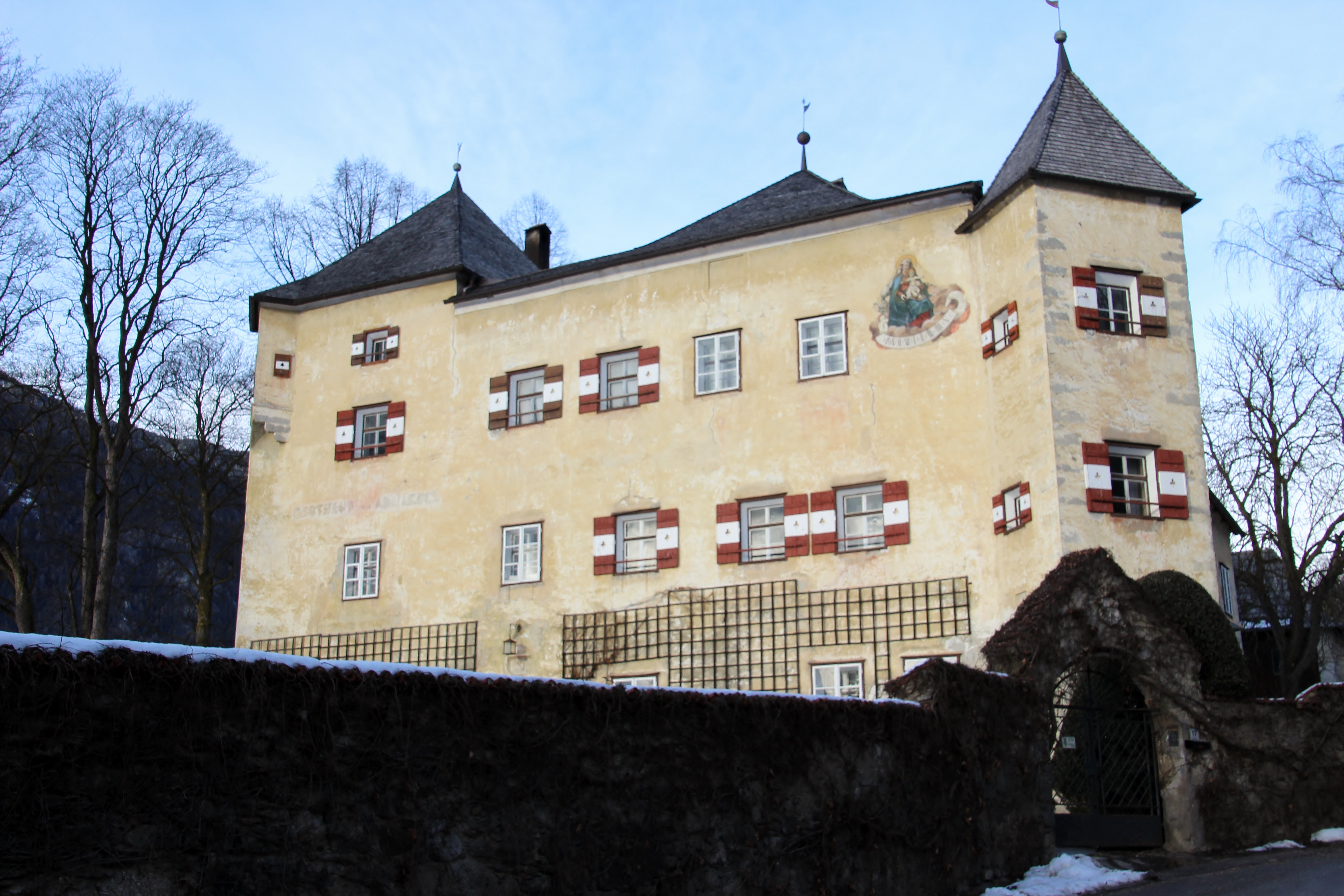
Ansitz Ansiedl

Ansitz Ansiedl, auch Schloss Aufhofen, ist ein geschütztes Baudenkmal in Aufhofen, einer Fraktion der Gemeinde Bruneck in Südtirol.

## Geschichte

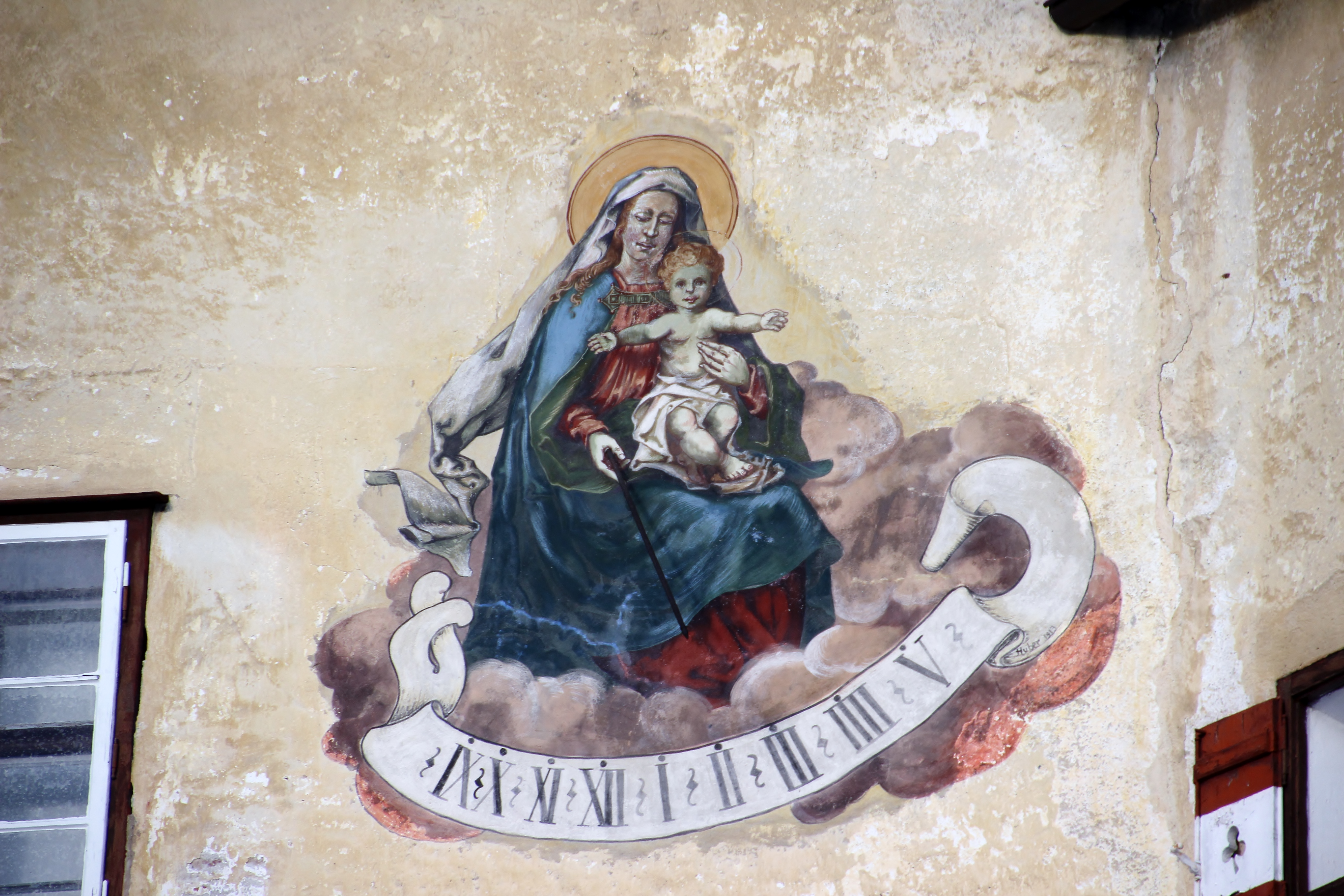
Sonnenuhr

Im Kern stammt das Anwesen wohl noch aus dem 12. Jahrhundert und diente anfangs als Küchenmeierhof der Bischöfe von Brixen. Die Funktion als Amts- und Verwaltungssitz verlor Ansiedl um 1250 an das neu erbaute Schloss Bruneck. Zunächst waren die bischöfliche Dienstmannen von Aufhofen mit dem Besitz belehnt. Mit Hans Rinkwein von Aufhofen starb die Familie im Mannesstamm aus. Dessen Schwester Dorothea von Aufhofen brachte das Gut an die Familie ihres Mannes Hans Heuss von Mühlbach. 1502 kaufte Hans von Rost den verfallenen Edelsitz von seinem Vetter Sigismund Heuss. Wie aus dem Wappenstein über dem Eingangstor hervorgeht, errichtete sein gleichnamiger Sohn Hans von Rost von 1538 bis 1540 den heutigen schlossartigen Ansitz im Stil der Renaissance. 1592 war das Lehen in den Händen von Hans Gaudenz von Rost zu Aufhofen. Als letzter Lehensträger aus dem Geschlecht erscheint Franz Gottlieb von Rost zu Aufhofen und Kehlburg. Darauf wurde Ansiedl in der zweiten Hälfte des 18. Jahrhunderts von Regina Hebenstreit von Glurnhör erworben. Das Gut wurde von einem Pächter bewohnt. Letzter aus der Linie war Josefa Huber, geb. von Hebenstreit. Ende des 19. Jahrhunderts fiel das Herrenhaus an einen Bauern und diente dann zeitweise als Gaststätte. 1912 kaufte Karoline Gräfin Sternberg den Ansitz und ließ ihn bis 1913 gründlich erneuern. Ansiedl wurde zusammen mit dem angrenzenden Garten am 13. Januar 1951 unter Denkmalschutz gestellt. 